# آرنولد ژانسون
آرنولد ژانسون (فرانسوی: Arnold Jeannesson‎؛ زادهٔ ۱۵ ژانویهٔ ۱۹۸۶) دوچرخه‌سوار اهل فرانسه است.
از باشگاه‌هایی که در آن رکاب زده‌است می‌توان به تیم دوچرخه‌سواری کوفیدیس، سن میشل–اوبر۹۳، تیم موویستار، تیم دوچرخه‌سواری اف‌دی‌جی، و تیم دوچرخه‌سواری فورتونئو–اسکارو اشاره کرد.